# جایگزین‌های شکر

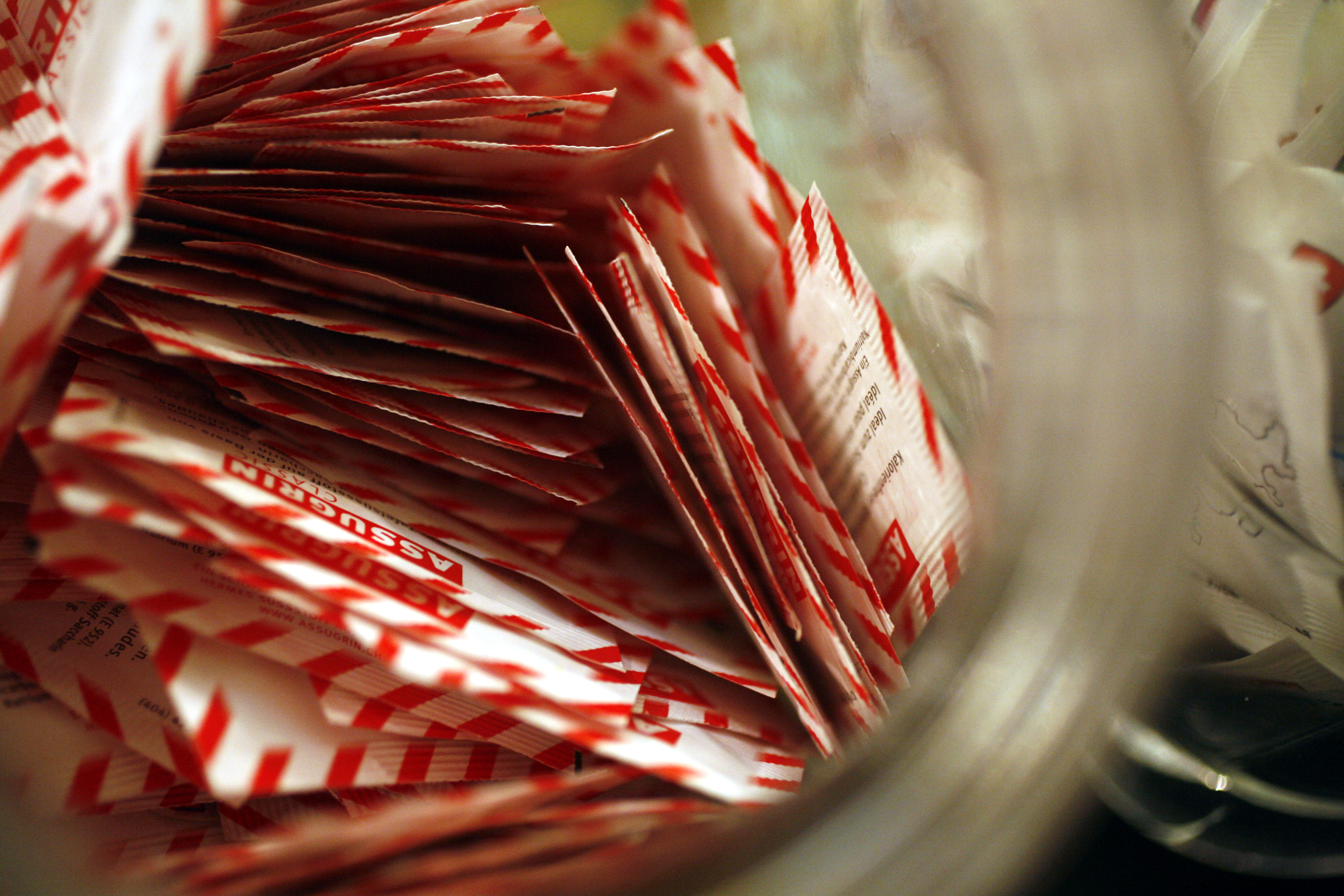
بسته‌های آسسوگرین مارکی از گونهٔ جایگزین‌های شکر سیکلامات سدیم.

جایگزین‌های شکر (به انگلیسی: Sugar substitute) نوعی از افزودنی‌های غذایی می‌باشند که دارای شیرینی و طعم شکر چندین برابر اما انرژی کمتری می‌باشند. برخی از جایگزین‌های شکر طبیعی و برخی مصنوعی هستند. جایگزین‌های شکری که مصنوعی هستند، شیرین کننده‌های مصنوعی نامیده می‌شوند. یک دسته مهم از جایگزین‌های شکر به عنوان شیرین کننده‌های با شدت بالا شناخته می‌شوند، این ترکیبات چندین برابر شیرین تر از شکر معمولی یا همان ساکارز است، به همین دلیل به هنگام استفاده از این شکرها میزان بسیار کمتری مورد نیاز است و این به این معنا است که انرژی کمتری نیز در مواد خوراکی که این شکرها در آنها به کار رفته‌اند وجود خواهد داشت.
گاهی از اوقات احساس شیرینی که هنگام چشیدن برخی جایگزین‌های شکر حس می‌شود بسیار متفاوت از مزهٔ شکر معمولی یا همان ساکارز می‌باشد، که برای رفع این مشکل جایگزین‌های شکر را به شکل محلول‌های پیچیده‌ای ترکیب می‌کنند که مزه‌ای بسیار مشابه با ساکارز دارند.
برخی جایگزین‌های شکر پلی‌ال هستند که همچنین به عنوان الکل قند نیز شناخته می‌شوند و طور کلی کمتر از ساکارز شیرین هستند اما خواص عمدهٔ آنها مشابه است و می‌توانند در طیف گسترده‌ای از محصولات غذایی استفاده شوند.

## کاربردها
از جایگزین‌های شکر، معمولاً به دلایل زیر استفاده می‌شود:
- سازگاری با دندان‌ها و عدم وجود مواد مخرب دندان
- کاهش وزن و پیشگیری از افزایش وزن (به دلیل انرژی کمی که در جایگزین‌های شکر موجود است)
- پیشگیری از بروز بیماری قند (دیابت) یا تنظیم و ادارهٔ آن
- تنظیم و ادارهٔ کاهش قندخون واکنشی (به انگلیسی: Reactive hypoglycemia)
- پایین آوردن هزینه‌های تولید (با استفاده از برخی جایگزین‌های شکر ارزان‌تر در مقایسه با ساکارز)